# William Herschel
William Herschel (alemany: Friedrich Wilhelm Herschel)  (Hannover, 15 de novembre de 1738 - Slough, 25 d'agost de 1822) va ser músic i l'astrònom més famós de la seva època. És especialment conegut per haver descobert el planeta Urà, el 1781.
Herschel va ser nomenat Cavaller de l'Orde Reial Güelf el 1816. Va ser el primer president de la Royal Astronomical Society quan es va fundar el 1820. Va morir l'agost de 1822 i el seu únic fill, John Herschel, va continuar la seva tasca.

## Biografia
Herschel va néixer a l’electorat de Hannover a Alemanya, llavors part del Sacre Imperi Romanogermànic, un dels deu fills d'Issak Herschel i la seva dona, Anna Ilse Moritzen, d'ascendència luterana alemanya. Els seus avantpassats provenien de Pirna, a Saxònia. Hamel ha qüestionat les teories que eren protestants de Bohèmia, ja que el cognom Herschel ja apareix un segle abans a la mateixa zona on vivia la família.
El pare d'Herschel era un oboísta de la banda militar de Hannover. El 1755 el regiment de la Guàrdia de Hannover, a la banda del qual Wilhelm i el seu germà Jakob estaven compromesos com a oboistes, va rebre l'ordre d'anar a Anglaterra. Aleshores les corones de Gran Bretanya i Hannover estaven unides sota el rei Jordi II. Quan l'amenaça de guerra amb França s'aproximava, els guàrdies de Hannover van ser retirats d'Anglaterra per defensar Hannover.
Després de ser derrotats a la batalla de Hastenbeck, el pare d'Herschel, Isaak, va enviar els seus dos fills a buscar refugi a Anglaterra a finals de 1757. Encara que el seu germà gran Jakob havia estat acomiadat dels guàrdies de Hannover, Wilhelm va ser acusat de deserció (per la qual cosa va ser indultat per Jordi III el 1782). Allà va aprendre anglès i, als 19 anys, es va traduir el seu nom pel de Frederick William Herschel. Va anar a viure a Bath, on se li va unir la seva germana Caroline Herschel, anys més tard.
A més de l'oboè, tocava el violí i el clavicèmbal i més tard l’orgue. Va compondre nombroses obres musicals, incloses 24 simfonies i molts concerts, així com música d'església.

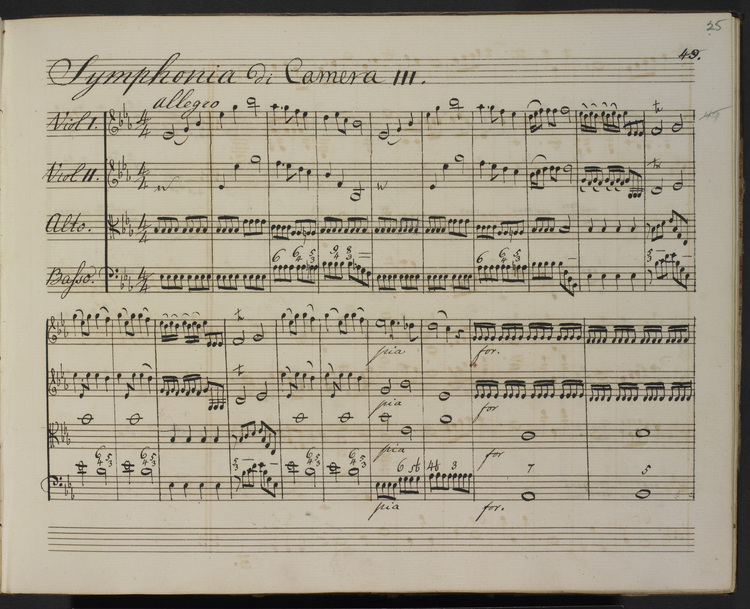
Manuscrit original de la Simfonia núm. 15 en mi bemoll major (1762)

Sis de les seves simfonies van ser enregistrades l'abril de 2002 pels Mozart Players de Londres, dirigits per Matthias Bamert (Chandos 10048).
Herschel es va traslladar a Sunderland el 1761 quan Charles Avison el va contractar com a primer violí i solista de la seva orquestra de Newcastle, on va tocar durant una temporada. A Sunderland al comtat de Durham va escriure la seva Simfonia núm. 8 en do menor. Va ser cap de la banda de la Milícia de Durham des de 1760 fins a 1761. Va visitar la casa de Sir Ralph Milbanke a Halnaby Hall prop de Darlington el 1760, on va escriure dues simfonies, a més de fer actuacions ell mateix. Després de Newcastle, es va traslladar a Leeds i Halifax, on va ser el primer organista de l'església St John the Baptist (ara Halifax Minster).
El 1766, Herschel esdevingué organista de la Capella Octagon, Bath, una capella de moda en un conegut balneari, ciutat en la qual també era Director de Concerts Públics. Va ser nomenat organista el 1766 i va fer el seu concert introductori l'1 de gener de 1767. Com que l'orgue encara estava incomplet, va mostrar la seva versatilitat interpretant les seves pròpies composicions, com ara un concert per a violí, un concert per oboè i una sonata per clavicèmbal. El 4 d'octubre de 1767 va actuar a l'orgue per a la inauguració oficial de la Capella Octagon.
La seva germana Caroline va arribar a Anglaterra el 24 d'agost de 1772 per viure amb William a New King Street, Bath. La casa que compartien és ara la ubicació del Museu Herschel d'Astronomia. Els seus germans Dietrich, Alexander i Jakob (1734–1792) també van aparèixer com a músics de Bath. El 1780, Herschel va ser nomenat director de l'orquestra de Bath, i la seva germana apareixia sovint com a soprano solista.

## Astronomia
A partir de 1773, als 35 anys, es va començar a interessar per l'astronomia. Va aprendre a construir telescopis i a observar el cel nocturn.

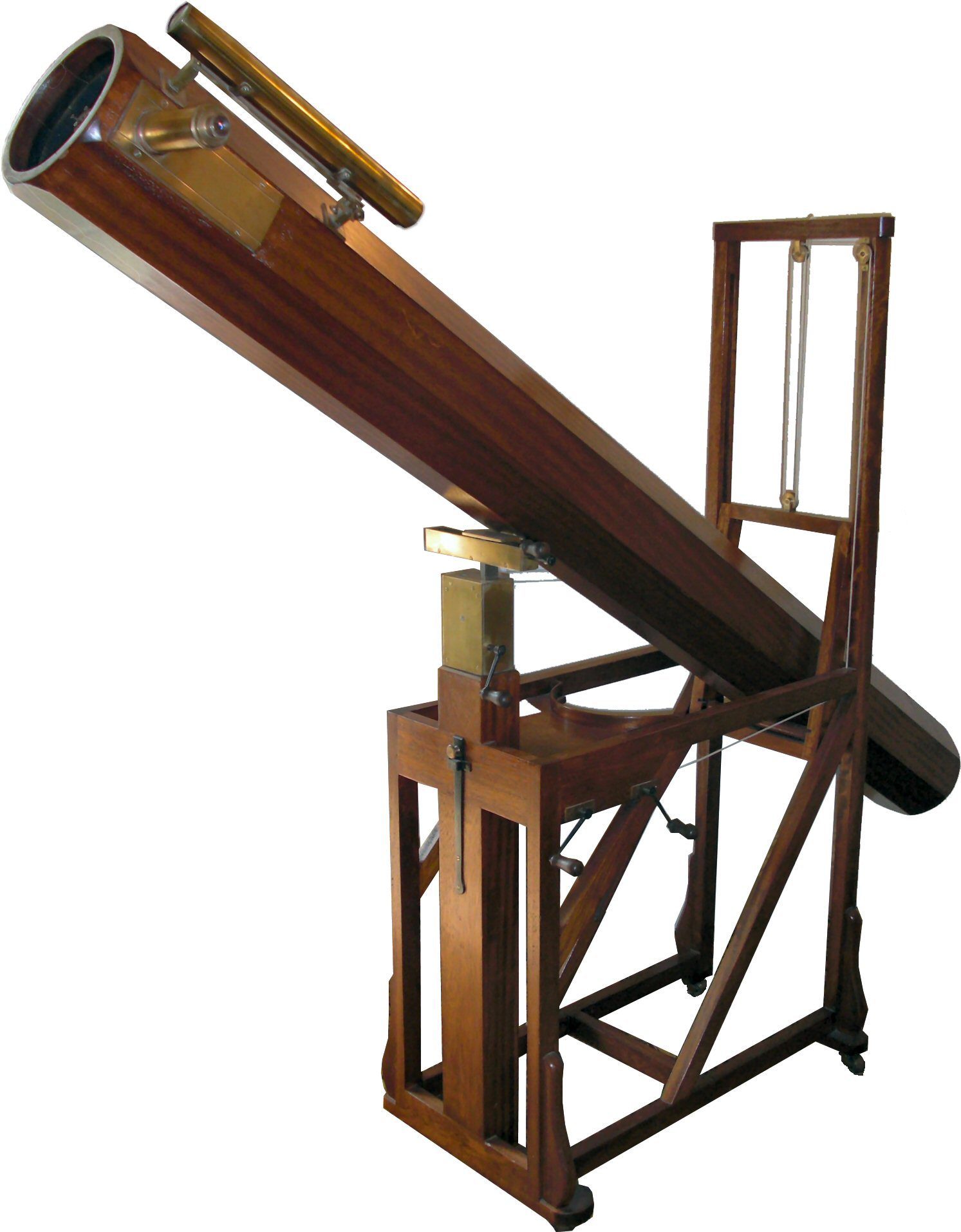
Model del telescopi reflector de set peus de llargada i sis polzades de diàmetre amb el qual va descobrir Urà.

El 13 de març de 1781 va descobrir un nou planeta, encara que inicialment ell va pensar que es tractava d'un cometa. Tots els planetes coneguts fins llavors havien estat descoberts en l'antiguitat, fa tant de temps que es desconeix quan i qui va ser el primer que els va identificar. Herschel el va batejar amb el nom de Georgium Sidus, en honor del rei Jordi III d'Anglaterra. Però, aquest nom no va perdurar fora d'Anglaterra i al final es va escollir el nom d'Urà, la personificació del cel en la mitologia grega. Aquest nom va ser suggerit per Johann Bode. Per aquest descobriment, va ser elegit membre de la Royal Society, el 7 de desembre de 1781.
El 1782, va ser nomenat astrònom de la Cort Reial. Gràcies a això, va poder dedicar-se per complet a l'astronomia, abandonant la seva feina com a músic, tot i que, per aconseguir uns ingressos semblants als que obtenia com a músic, també es va dedicar a la construcció d'instruments astronòmics. En un període de 20 anys, va descobrir unes 2.500 noves nebuloses i cúmuls d'estrelles (en realitat, algunes eren el que ara anomenem galàxies) i va construir més de 400 telescopis. En les seves observacions, l'ajudava la seva germana Caroline, que també va fer descobriments per ella mateixa.
El 1787, va descobrir dos nous satèl·lits d'Urà, Titània i Oberó. El 1789, després de treballar-hi durant 2 anys, va completar la construcció d'un telescopi reflector d'1,26 metres d'obertura. Va ser el telescopi més gran del món durant 50 anys, fins que va ser superat pel telescopi de Lord Rosse, el 1845, que mesurava 1,83 metres. Amb aquest nou telescopi, va descobrir dos nous satèl·lits de Saturn, Encelade, el 28 d'agost, i Mimes, el 17 de setembre. Els noms d'aquests quatre nous satèl·lits tampoc els va triar ell sinó el seu fill John, entre el 1847 i el 1852, molt després de la seva mort.
Un any abans, s'havia casat amb Mary Pitt i el 1792 van tenir un fill, John Herschel, que també seria astrònom. El 1801 va viatjar a París, on es va trobar amb Napoleó Bonaparte, que aleshores era primer cònsol, i amb científics francesos com Pierre-Simon Laplace i Charles Messier. El 1816, va rebre el títol de sir. Finalment, va morir el 25 d'agost de 1822 a Slough, Anglaterra.

## Altres contribucions a l'astronomia i a la física
Les seves contribucions no sols es limiten al descobriment de cossos celestes. També va investigar el moviment dels estels i va deduir que l'estructura de la Via Làctia tenia forma de disc a partir d'estadístiques estel·lars. Va ser el primer a descobrir que molts estels dobles no són només dobles òptics, sinó verdaders estels binaris.
El 1783 va deduir que el sistema solar s'està movent enmig de les estrelles veïnes, concretament, en direcció a l'estel λ Herculis. Va introduir el terme «àpex solar» per denominar aquesta direcció.
El 1802, poc després que Heinrich Olbers descobrís el segon planeta menor (2) Pal·les, Herschel va inventar la paraula «asteroide» per denominar aquest tipus de cossos. Va escollir aquesta paraula, que prové del grec asteroeides (aster, 'estrella' + -eidos, 'forma'), per descriure l'aparença d'estrelles o punts de llum que tenen els satèl·lits i els planetes menors en comparació amb els planetes, que tenen forma de disc.
Però, no tot van ser descobriments científics, també va realitzar hipòtesis atrevides sobre diferents conceptes astronòmics, algunes d'aquestes encertades i d'altres no tant. Per exemple, va especular sobre la naturalesa de les nebuloses, inclosa una discussió sobre la possibilitat de l'existència d'universos illa (galàxies), un concepte que havia estat mencionat per Kant. D'altra banda, creia que cada planeta estava habitat, inclòs el Sol. Pensava que el Sol tenia una superfície sòlida, aïllada de la calenta atmosfera per una capa d'espessos núvols i que una espècie d'éssers s'havien adaptat a viure en aquell estrany ambient.
També va contribuir a la física, per exemple, amb el descobriment de la llum infraroja, cap al 1800. Va realitzar aquest descobriment quan va fer passar llum a través d'un prisma i, en posar un termòmetre més enllà del vermell, va veure que la temperatura pujava. Va deduir que si el termòmetre s'havia escalfat era perquè allà hi havia alguna radiació, invisible però real.

## Objectes que porten el seu nom
Després de la seva mort, William Herschel va continuant sent honorat i recordat de diverses maneres.
- Cràter Herschel a la Lluna (40 km, 1935).
- Conca d'impacte Herschel a Mart, en honor seu i del seu fill (304 km, 1973).
- Cràter a Mimes (1982).
- Asteroide (2000) Herschel, descobert el 1960.
- Telescopi William Herschel, dins del grup de telescopis Isaac Newton a l'illa de la Palma, Illes Canàries.
- Satèl·lit astronòmic observatori espacial Herschel, de l'Agència Espacial Europea, que fou llançat el 14 de maig de 2009.
- Helioscopi de Herschel, anomenat també prisma de Herschel. S'utilitza amb un telescopi refractor conjuntament amb un filtre de densitat neutra per a observar la fotosfera del Sol amb detall.